# Полстер, Мэтт
Мэ́ттью Ра́йан По́лстер (англ. Matthew Ryan Polster; род. 8 июня 1993, Милуоки) — американский футболист, игрок клуба «Нью-Инглэнд Революшн» и сборной США. Может выступать на позициях правого защитника и опорного полузащитника.

## Биография

### Молодёжная и любительская карьера
Уроженец Милуоки, выросший в Лас-Вегасе, во время обучения в Университете Южного Иллинойса в Эдуардсвилле в 2011—2014 годах Полстер выступал за университетскую команду в NCAA. Во время межсезоний в колледжах он также играл за клубы четвёртого дивизиона, Премьер-лиги развития — «Виктория Хайлендерс» в 2013 году и молодёжную команду «Чикаго Файр» в 2014 году.

### Клубная карьера
15 января 2015 года на Супердрафте MLS Полстер был выбран в первом раунде под общим 7-м номером клубом «Чикаго Файр», контракт с ним был заключён 4 февраля. Его профессиональный дебют состоялся в первом тура сезона 2015 6 марта в матче против действующего чемпиона лиги «Лос-Анджелес Гэлакси», проигранном со счётом 2:0. По итогам сезона 2015 Полстер номинировался на приз новичку года в MLS, но по результатам голосования в финальной тройке остался последним. Первый гол в профессиональной карьере Мэтт забил 31 июля 2016 года в ворота «Нью-Йорк Ред Буллз», однако перед этим он поразил свои ворота, матч завершился ничьей 2:2. В первые два сезона в «Чикаго» Полстер играл в основном на позиции опорного полузащитника, но с приходом в команду перед сезоном 2017 Дэкса Маккарти, Жуниньо и Бастиана Швайнштайгера ему не осталось места в родном амплуа и пришлось переквалифицироваться в правого защитника. Мэтт пропустил бо́льшую часть сезона 2018, с марта по октябрь, из-за травмы колена. По окончании сезона 2018 контракт Полстера с «Чикаго Файр» истёк и клуб начал с игроком переговоры по новому контракту.
30 января 2019 года Полстер подписал 2,5-летний контракт с клубом шотландского Премьершипа «Рейнджерс» после успешного прохождения просмотра. Дебютировал за «Рейнджерс» 20 апреля в матче против «Хартс», в котором вышел на замену на 86-й минуте вместо Стивена Дэвиса.
8 июля 2020 года Полстер вернулся в MLS, перейдя в «Нью-Инглэнд Революшн», который за права на него в лиге выплатил «Чикаго Файр» $100 тыс. в распределительных средствах. За «Революшн» он дебютировал 20 августа в матче против «Филадельфии Юнион», в котором вышел в стартовом составе и отыграл все 90 минут на позиции опорного полузащитника.

### Международная карьера
В марте 2016 года Полстер был в составе олимпийской сборной США, уступившей в борьбе за путёвку на футбольный турнир Олимпийских игр в Рио-де Жанейро в матчах плей-офф квалификации олимпийцам Колумбии.
Свой первый вызов в национальную сборную США Полстер получил в январе 2016 года, в тренировочный лагерь перед товарищескими матчами со сборными Исландии 31 января и Канады 5 февраля, однако в заявку на первый матч он не попал, а во втором остался на скамейке запасных. Полстер был включён в предварительную заявку сборной США на Золотой кубок КОНКАКАФ 2017, но в финальный список не был отобран. В начале 2018 года Полстер был вновь приглашён в традиционный январский тренировочный лагерь сборной США в преддверии товарищеского матча со сборной Боснии и Герцеговины, и во встрече, состоявшейся 28 января, выйдя в стартовом составе, дебютировал в американской сборной.

## Статистика выступлений

### Клубная
| Выступление          | Выступление      | Выступление      | Лига | Лига | Кубок | Кубок | Континент. | Континент. | Прочие | Прочие | Итого | Итого |
| Клуб                 | Лига             | Сезон            | Игры | Голы | Игры  | Голы  | Игры       | Голы       | Игры   | Голы   | Игры  | Голы  |
| -------------------- | ---------------- | ---------------- | ---- | ---- | ----- | ----- | ---------- | ---------- | ------ | ------ | ----- | ----- |
| Чикаго Файр          | MLS              | 2015             | 30   | 0    | 3     | 0     | —          | —          | —      | —      | 33    | 0     |
| Чикаго Файр          | MLS              | 2016             | 27   | 2    | 3     | 0     | —          | —          | —      | —      | 30    | 2     |
| Чикаго Файр          | MLS              | 2017             | 22   | 1    | 2     | 0     | —          | —          | 1      | 0      | 25    | 1     |
| Чикаго Файр          | MLS              | 2018             | 3    | 0    | 0     | 0     | —          | —          | —      | —      | 3     | 0     |
| Чикаго Файр          | Итого            | Итого            | 82   | 3    | 8     | 0     | —          | —          | 1      | 0      | 91    | 3     |
| Рейнджерс            | Премьершип       | 2018/19          | 1    | 0    | 0     | 0     | —          | —          | —      | —      | 1     | 0     |
| Рейнджерс            | Премьершип       | 2019/20          | 6    | 0    | 0     | 0     | 2          | 0          | 1      | 0      | 9     | 0     |
| Рейнджерс            | Итого            | Итого            | 7    | 0    | 0     | 0     | 2          | 0          | 1      | 0      | 10    | 0     |
| Нью-Инглэнд Революшн | MLS              | 2020             | 15   | 0    | —     | —     | —          | —          | 0      | 0      | 15    | 0     |
| Нью-Инглэнд Революшн | Итого            | Итого            | 15   | 0    | —     | —     | —          | —          | 0      | 0      | 15    | 0     |
| Всего за карьеру     | Всего за карьеру | Всего за карьеру | 104  | 3    | 8     | 0     | 2          | 0          | 2      | 0      | 116   | 3     |

1. ↑  В графу «Континентальные кубки» входят игры и голы в Лиге Европы УЕФА
2. ↑  В графу «Прочие» входят игры и голы в плей-офф Кубка MLS и Кубке шотландской лиги

### Международная
| Команда | Год   | Игры | Голы |
| ------- | ----- | ---- | ---- |
| США     |       |      |      |
| 2018    | 1     | 0    |      |
| Всего   | Всего | 1    | 0    |